# Trois lois de Clarke
L'auteur de science-fiction Arthur C. Clarke a formulé les trois lois suivantes :
1. « Quand un savant reconnu mais vieillissant estime que quelque chose est possible, il a presque certainement raison ; mais lorsqu'il déclare que quelque chose est impossible, il a très probablement tort. »
2. « La seule façon de découvrir les limites du possible, c'est de s'aventurer un peu au-delà, dans l'impossible. »
3. « Toute technologie suffisamment avancée est indiscernable de la magie. »[1]
  1. Gregory Benford a par la suite énoncé la contraposée de la troisième loi de Clarke : « N'importe quelle technologie discernable de la magie est insuffisamment avancée. »[2]
  2. Karl Schroeder en a proposé une variation : « Toute technologie suffisamment avancée est indiscernable de la nature. »[3]
  3. La réciproque a été proposée par Ben Aaronovitch en faisant dire au 7e Docteur de la série Doctor Who (épisode Battlefield, 1989) que « Toute forme avancée de la magie est indiscernable de la technologie ».

## Origine
Les lois de Clarke ont été proposées par Arthur C. Clarke dans l'essai Hazards of Prophecy: The Failure of Imagination, dans Profiles of the Future (1962), bien après que la première loi fut écrite. La deuxième loi est présentée comme une simple observation dans le même essai ; son statut de deuxième loi de Clarke a été conféré par d'autres personnes.
Dans une révision de 1973 de Profiles of the Future, Clarke reconnut la deuxième loi et proposa la troisième dans le but d'en arrondir le nombre, ajoutant : « Comme les trois lois étaient suffisantes pour Newton, j'ai modestement décidé de m'arrêter là ».
Parmi ces trois lois, la troisième est la plus connue et la plus citée : celle-ci codifie en effet ce qui est sans doute la plus significative de ses rares contributions formelles à la fiction spéculative. Modèle pour les autres écrivains de hard science fiction, Clarke postule des technologies avancées sans se servir de concepts erronés d'ingénierie, ni d'explications fondées sur des hypothèses incorrectes, ni en extrapolant simplement les techniques existantes.